# توماس جودوين
توماس جودوين (بالإنجليزية: Thomas Godwin)‏ هو سياسي أمريكي، ولد في 1601، وتوفي في 1677 في فرجينيا في الولايات المتحدة.